# Veterinärhögskolan

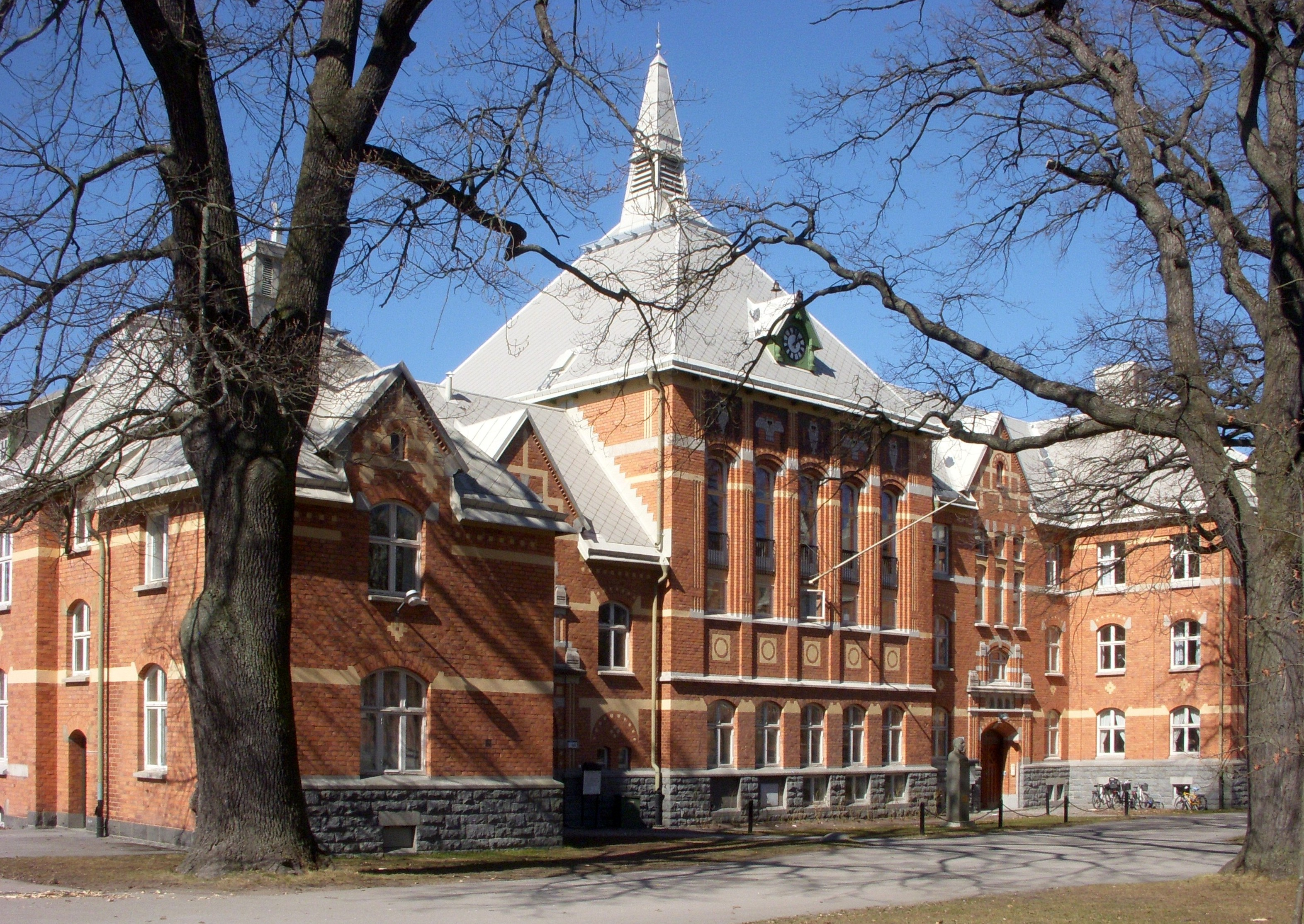
Veterinärhögskolans tidigare lokaler i Kräftriket, som senare har använts av Stockholms universitet.

Veterinärhögskolan (VHS) var en svensk högskola inom det veterinärmedicinska område som tillsammans med föregångarna Veterinärinrättningen i Skara och Veterinärinrättningen i Stockholm existerade 1775–1977 och var en av föregångarna till Sveriges lantbruksuniversitet (SLU).

## Veterinärinrättningen i Skara
Den första veterinärhögskolan överhuvudtaget inrättades i Lyon i Frankrike 1762 på initiativ av Claude Bourgelat. Redan 1763 anslogs statliga svenska medel för att skicka tre lärjungar för att studera i Lyon hos Bourgelat. En av stipendiaterna, Peter Hernquist, fick 1774 ansvar för den första svenska veterinärutbildningen, som låg i Skara. Hernquist, som före sin veterinärutbildning var naturvetare, hade 1772 blivit lektor i matematik vid Skara gymnasium. Utbildningen fick fastare form, snarare än att vara en deltidssysselsättning för Hernquist, när Skara veterinärinrättning tillkom 1775 med Hernqvist som föreståndare. Idag hittar man Veterinärmuseet i byggnaden för Hernquists veterinärskola.

## Veterinärinrättningen i Stockholm
Hernquists efterträdare från 1810, Sven Adolf Norling, upplevde svårigheter med att fortsätta tidsenlig veterinärutbildning i Skara, och lyckades efter några år få gehör för sitt förslag att starta veterinärutbildning i Stockholm. Beslut om att starta Veterinärinrättningen i Stockholm togs 1819, och verksamheten drog igång 1821 med Norling som chef.

## Veterinärinstitutet

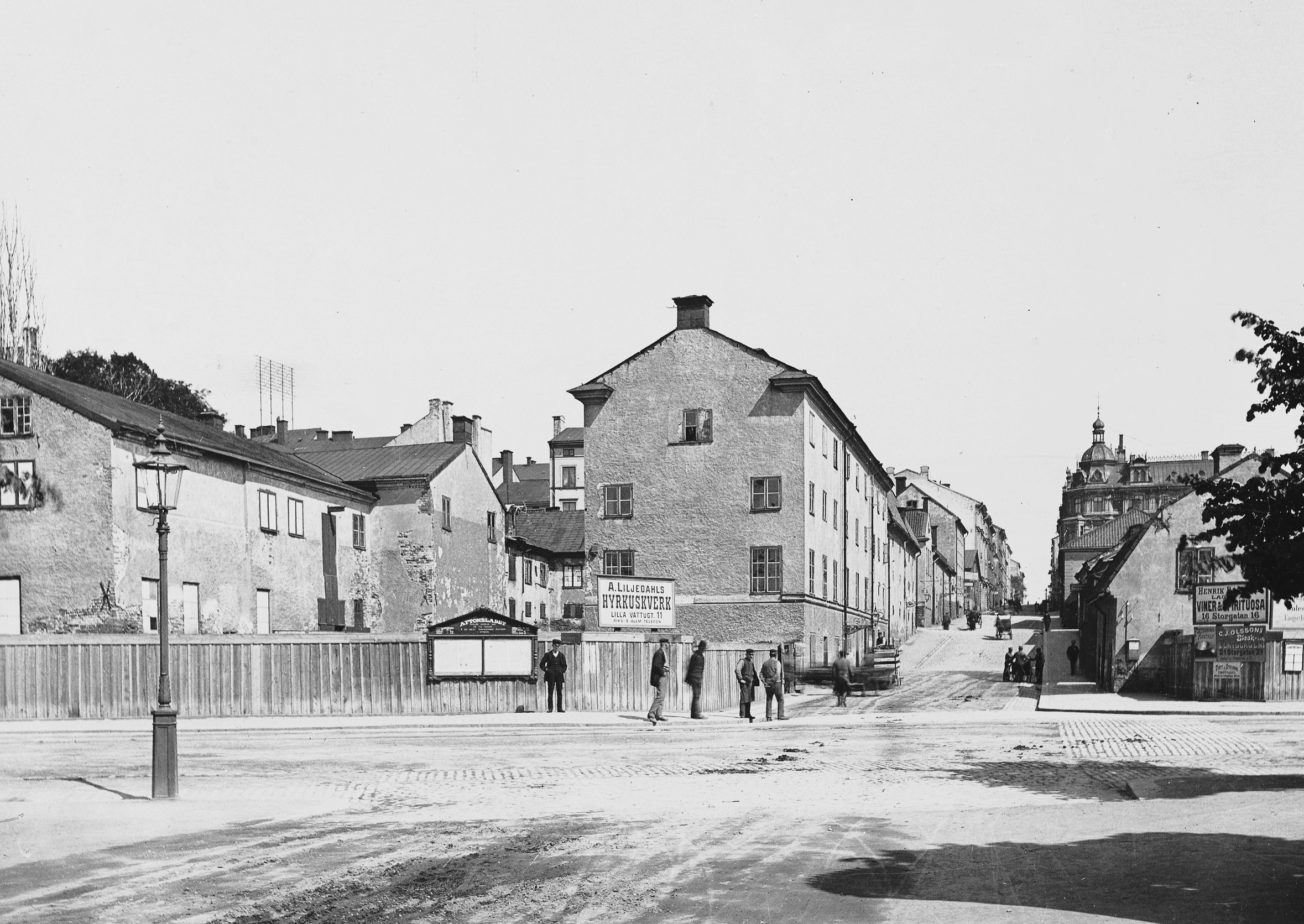
Före detta Veterinärinrättningens lokaler i kvarteret Krabaten, cirka 1890 (revs 1894).

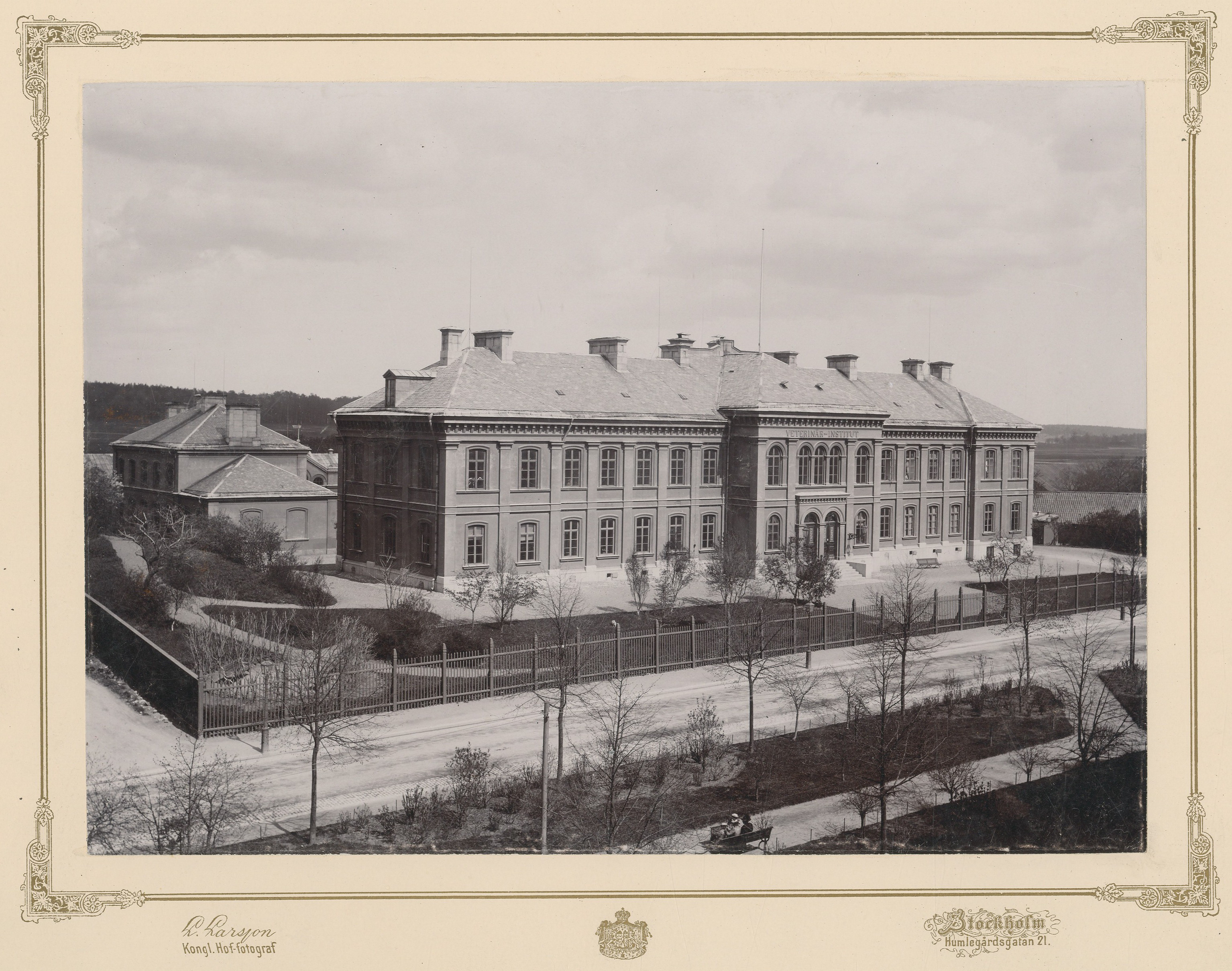
Veterinärinstitutet vid Karlavägen, 1900.

År 1867 ändrades namnet till Kongl. Veterinärinstitutet, från 1870 krävdes fullständig studentexamen för att påbörja studier vid institutet, och 1914 ändrades namnet till Veterinärhögskolan.
Veterinärinrättningen i Stockholm låg först på Ladugårdslandet (dagens Östermalm). Från 1819 disponerades lokaler i Koppympningsinstitutet på kvarteret Krabaten beläget mellan Skeppargatan, Kaptensgatan, Grevgatan och Strandvägen. 21 september 1880 invigdes nya lokaler högre upp på Östermalm, vid dåvarande Ladugårdslands tullgata, norr om dagens Karlaplan. Det ritades av Edvard von Rothstein. I samband med ombildandet till Veterinärhögskolans skedde därefter en flytt till nya lokaler i Kräftriket, som delvis togs i bruk höstterminen 1911, men officiellt invigdes först 12 oktober 1912.
1935 fick Veterinärhögskolan promoveringsrätt för veterinärmedicine doktorsgrad.
En veterinärmedicinsk utredning tillsattes 1965 för att utreda en integration mellan veterinärmedicinen och lantbruksvetenskapen i Sverige. På grundval av utredningen fattades 1970 ett riksdagsbeslut om att Veterinärhögskolan skulle flyttas till Ultuna och integreras med Lantbrukshögskolan. Även Skogshögskolan, Skogsmästarskolan i Skinnskatteberg och Veterinärinrättningen i Skara kom att omfattas av omorganisationen, som ledde till att Sveriges lantbruksuniversitet skapades 1977. Flytten av den veterinärmedicinska verksamheten från Kräftriket till Uppsala genomfördes 1974–1978.

## Rektorer

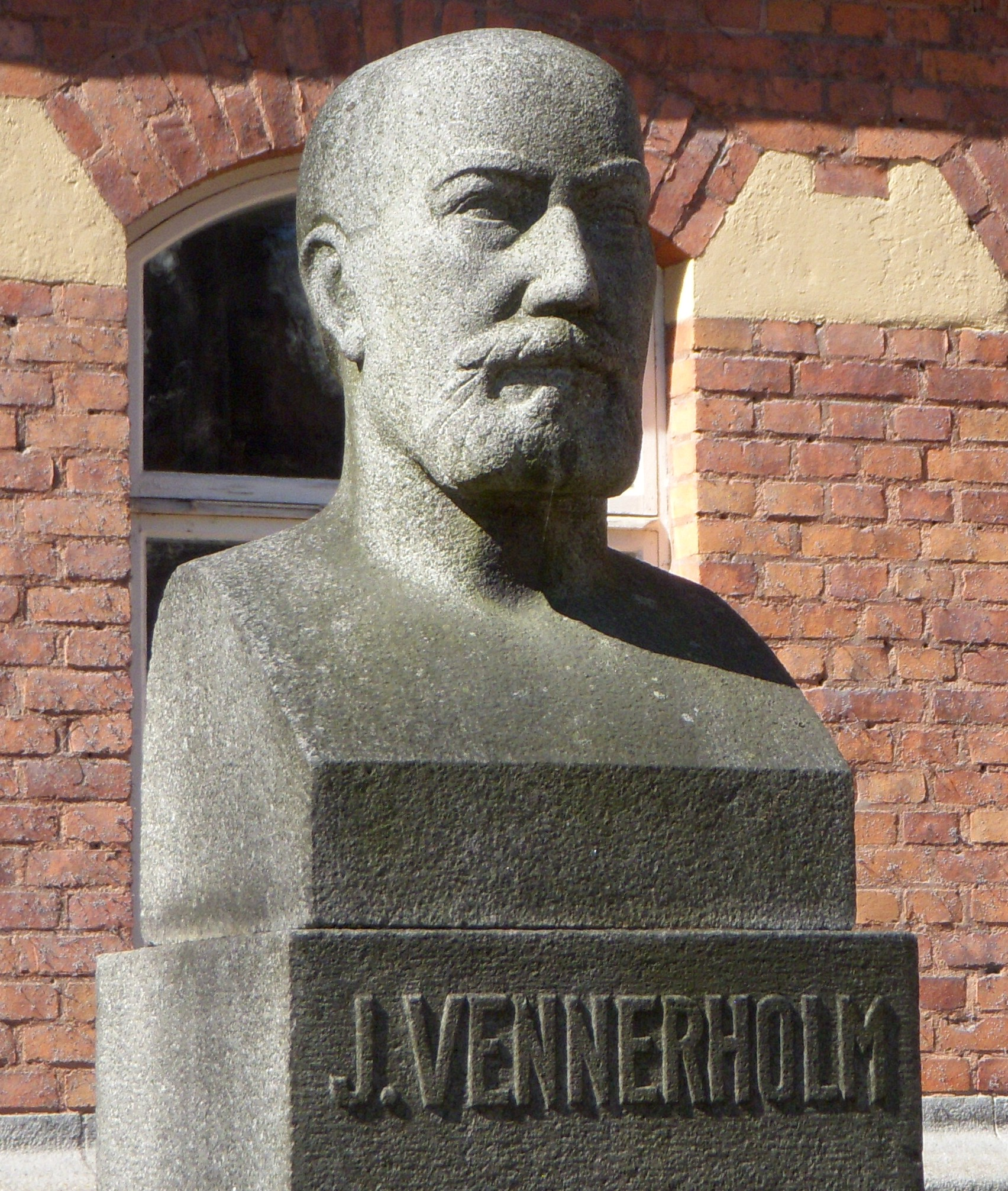
John Vennerholm utanför f.d. Veterinärhögskolan i Stockholm

### Föreståndare för Veterinärinrättningen i Skara
- 1775–1808: Peter Hernquist
- 1808–1810: vakant
- (t.f. 1810) 1813–1821?: Sven Adolf Norling
- 1858–1883: Nils Edvard Forssell

### Föreståndare för Veterinärinrättningen i Stockholm
- 1821–1856: Sven Adolf Norling
- 1856–1862: Johan Gustaf Hjalmar Kinberg

### Föreståndare för Veterinärinstitutet
- 1872–1886: Johan Gustaf Hjalmar Kinberg
- 1886–1895: Karl Adolf Lindqvist
- 1902–1914 (1925) John Vennerholm

### Rektorer för Veterinärhögskolan
- (1902) 1915–1925 John Vennerholm
- 1925–1936: Vilhelm Sahlstedt
- 1937–1947: Gerhard Forssell
- 1948–1957: Karl Eriksson
- 1957–1962: Nils Lagerlöf
- 1962–1977: Carl Schmiterlöw